# Cassiodoro il più duro del pretorio
Cassiodoro il più duro del pretorio è un film italiano del 1975 diretto da Oreste Coltellacci.

## Trama
Cassiodoro l'Etrusco, mentre si intrattiene con una contadina, cattura involontariamente Vindice, appartenente alla tribù ribelle dei Liceni. Recatosi così al campo del console Calpurnio, viene nominato centurione e inviato a Roma. Nerone lo prende a ben volere e lo incarica di curare i giochi dei gladiatori. Cassiodoro e l'assistente Sulpicino di Velletri approfittano della situazione per truccare i giochi, organizzare scommesse clandestine e prostituire le Vestali. Una volta colti sul fatto, i due amici vengono mandati nuovamente al Nord, dove fanno conoscenza di Lugunga, figlia di Vindice, e si scontrano con Zundice, attuale capo dei Liceni, deciso a vendicare la violenta morte dell'amato fratello. Cassiodoro si ritrova costretto a combattere contro il nuovo capo dei barbari che uccide per puro caso. Tornato a Roma, viene nominato Console ma non può approfittare della nuova posizione perché Nerone ha incendiato Roma, quindi decide di trasferirsi nel Sahara insieme a Sulpicino, ma mentre stanno ingannando i Beduini, si rendono conto che anche nel deserto la loro vita non sarà del tutto tranquilla.